# Lleroy
I Lleroy sono un gruppo musicale con sonorità vicine al post-hardcore ed al noise rock. Provenienti da Jesi, i Lleroy sono parte della scena rock marchigiana assieme a gruppi come Drunken Butterfly, Butcher Mind Collapse, Lush Rimbaud, Dadamatto, Lebowsky e Tetuan..

## Storia del gruppo
Il gruppo nasce nel 2000 dall'incontro di Francesco Zocca(chitarra/voce), Marco Pasqualini(basso) e Riccardo Ceccacci(batteria). Il gruppo, inizialmente vicino alle sonorità grunge di seattolinana memoria, sviluppa in seguito una personale forma di post hardcore dai forti accenti rumoristici.
A nome Raptus nel 2003 registrano il loro primo album dal titolo Raptus, autoprodotto e mai uscito.
A nome Lleroy nel 2008 con al basso Giacomo Zocca inizia il connubio con la Bloody Sound Fucktory, pubblicando il loro primo vero album dal titolo Juice Of Bimbo, in cui le sonorità dell'Hardcore punk prima maniera vengono caricate da effettistica per chitarre ed una ritmica più complessa.
Nel 2013 con l'ingresso di Chiara Antonozzi al basso, i Lleroy pubblicarono Soma sempre per la Bloody Sound Fucktory, che vedeva per la prima volta nei loro dischi l'utilizzo dell'italiano come lingua ed un suono decisamente più radicato nelle sonorità noise rock.

## Componenti
- Francesco Zocca
- Riccardo Ceccacci
- Chiara Antonozzi
- Giacomo Zocca
- Marco Pasqualini

## Discografia
Album in studio
- 2003 - Raptus
- 2008 - Juice Of Bimbo
- 2014 - Soma
- 2017 - Dissipatio Hc
- 2022 - Nodi

Split
- 2017 - Vipera / Siluro

Raccolte
- 2008 - Il Coraggio Di Essere Suonati
- 2014 - Exotic ésotérique Vol. 1
- 2017 - Shattered, Flattered & Covered - A Tribute To Unsane